# Chantal Andere
Jacqueline Chantal Fernández Andere (Ciudad de México, 25. siječnja 1972. - ) meksička je glumica i pjevačica.

## Biografija
Chantal je kći poznate glumice Jacqueline Andere i argentinskog pisca Joséa Maríje Fernándeza Unsáina. Kao dijete pohađala je balet i satove glume i plesa. Prvu profesionalnu ulogu ostvarila je kao Polo u predstavi Pelota Amarilla. Nakon toga pojavljuje se u brojnim predstavama i zatim na televiziji.
Usporedno s glumačkom, Chantal se posvetila pjevačkoj karijeri. Zahvaljujući prekrasnom glasu, snimila je tri albuma.
U vrijeme izlaska trećeg albuma, njezina uloga negativke u seriji Marimar doživljava veliki uspjeh i postaje poznata po ulogama negativki u telenovelama Dulce Desafío, Los Parientes Pobres, El Noveno mandamiento, Otimačica, Amor Real i Barrera de Amor.
U privatnom životu bila je udana za meksičkog producenta, Roberta Gómeza Fernándeza, sina poznatog meksičkog komičara, ali se par rastao 2006. 2008. udaje se za Enriquea Riveroa Lakea i 7. ožujka 2009. rađa prvo dijete, djevojčicu Nataliu.

## Filmografija
| Godina        | Naslov                    | Uloga                                    | Vrsta                 |
| ------------- | ------------------------- | ---------------------------------------- | --------------------- |
| 2011.         | Rafaela                   | Mireya                                   | telenovela            |
| 2009.         | Magična privlačnost       | Raquel Albéniz                           | telenovela            |
| 2008.         | Sexo y otros secretos     | Natalia                                  | televizijska serija   |
| 2007.         | Opijeni ljubavlju         | Minerva Olmos                            | telenovela            |
| 2005.         | Barrera de amor           | Manola Linares de Zamora                 | telenovela            |
| 2004.         | Cancionera                | -                                        | televizijska serija   |
| 2003.         | Istinska ljubav           | Antonia Morales                          | telenovela            |
| 2002.         | La otra                   | Bernarda Sainz (mlada)                   | telenovela            |
| 2001.         | Uljez                     | Raquel Junquera Brito de Roldán Limantur | telenovela            |
| 2001.         | Diseñador ambos sexos     | Fabiola Montemayor de Shrinner           | televizijska serija   |
| 1999.         | Cuento de Navidad         | Beatriz 'Betty'                          | telenovela            |
| 1998.         | Más allá de la usurpadora | Estefanía Bracho de Montero              | televizijski specijal |
| 1998.         | Otimačica                 | Estefanía Bracho de Montero              | telenovela            |
| 1996.         | Skrivene strasti          | Leonor                                   | telenovela            |
| 1995.         | Acapulco, dušom i tijelom | Aidé                                     | telenovela            |
| 1994.         | Marimar                   | Angélica Santibañez                      | telenovela            |
| 1993.         | Los parientes pobres      | Alba Zavala                              | telenovela            |
| 1991. – 1993. | Madres egoístas           | Carmen Ledesma Arriaga                   | telenovela            |
| 1990.         | Un rostro en mi pasado    | Mariela                                  | telenovela            |
| 1990.         | Un corazón para dos       | -                                        | film                  |
| 1988. – 1989. | Dulce desafío             | Rebeca                                   | telenovela            |

## Albumi
- Chantal (1989.)
- Regresa (1990.)
- Contigo El Amor Es Mucho Mas (1992.)